# Стейплс (Міннесота)
Стейплс (англ. Staples) — місто в округах Водена, Тодд, штат Міннесота, США.
Кадастрова площа 11,8 км² (11,7 км² — суша, 0,1 км² — вода)
Згідно з переписом 2000 року в місті проживають 3104 особи. Густота населення становить 264,6 чол/км².
- Телефонний код міста — 218
- Поштовий індекс — 56479
- FIPS-код міста — 27-62446[5]
- GNIS-ідентифікатор — 0652547[6]